# Nicholas Tregurtha
Nicholas Jacobs Tregurtha (Penzanceva, Cornualla, 14 de desembre de 1883 - St. Ives, 14 de maig de 1964) va ser un jugador de rugbi britànic que va competir a primers del segle xx. El 1908 va guanyar la medalla de plata en la competició de rugbi dels Jocs Olímpics de Londres.